# 信濃境站
信濃境站（日语：／ Shinano-Sakai eki */?）是屬於東日本旅客鐵道（JR東日本）中央本線的鐵路車站，位於日本長野縣諏訪郡富士見町境。

## 歷史
- 1928年（昭和3年）11月1日：開業，為鐵道省的一個車站。
- 1949年（昭和24年）6月1日：成為日本國有鐵道的一個車站。
- 1970年（昭和45年）10月1日：停止辦理貨運業務。
- 1987年（昭和62年）4月1日：國鐵分割民營化，成為東日本旅客鐵道的一個車站。
- 2014年（平成26年）4月1日：本站被编入東京近郊區間，可以使用Suica。

## 車站結構
此站為側式月台2面2線的地面車站。

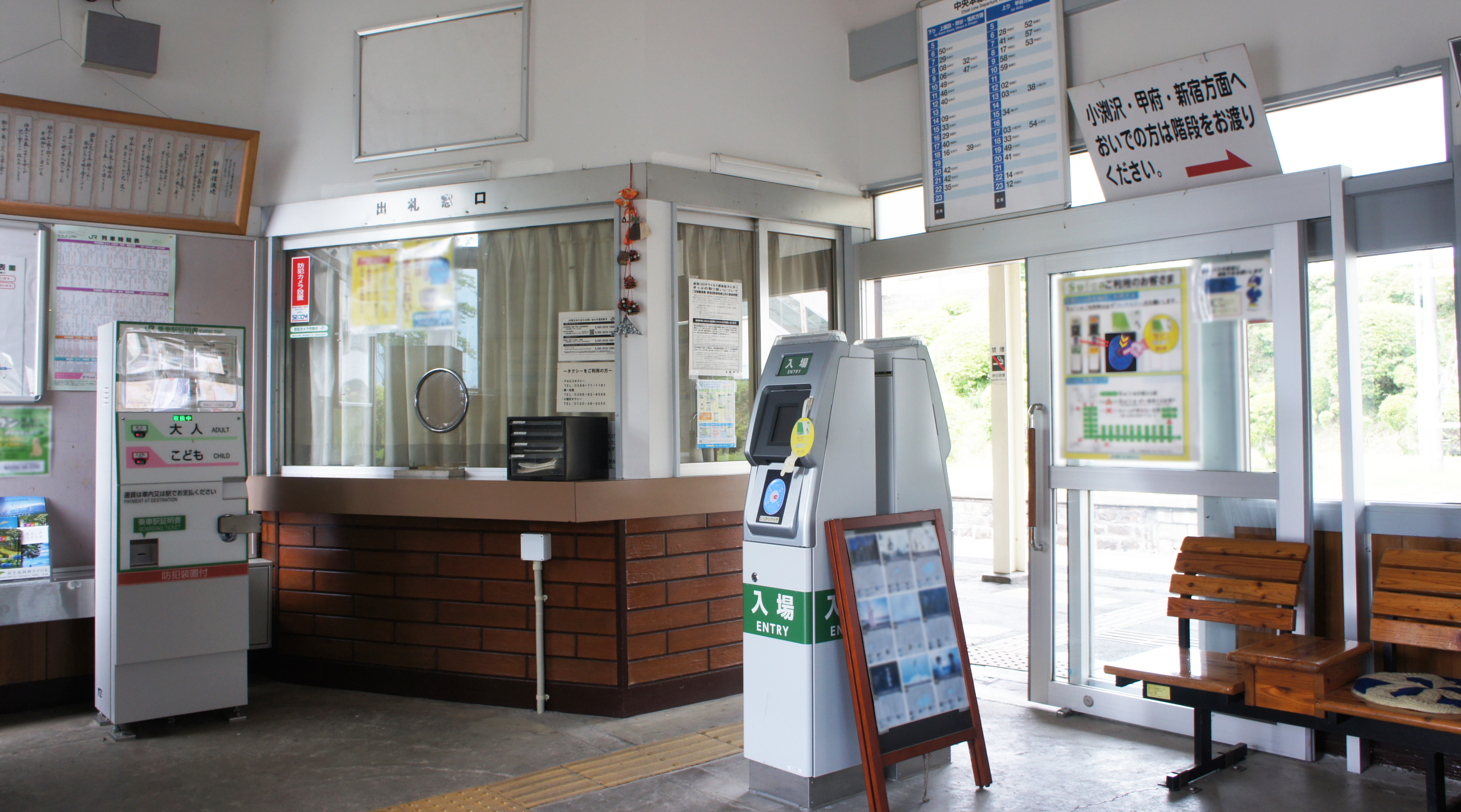
驗票口（2021年6月）
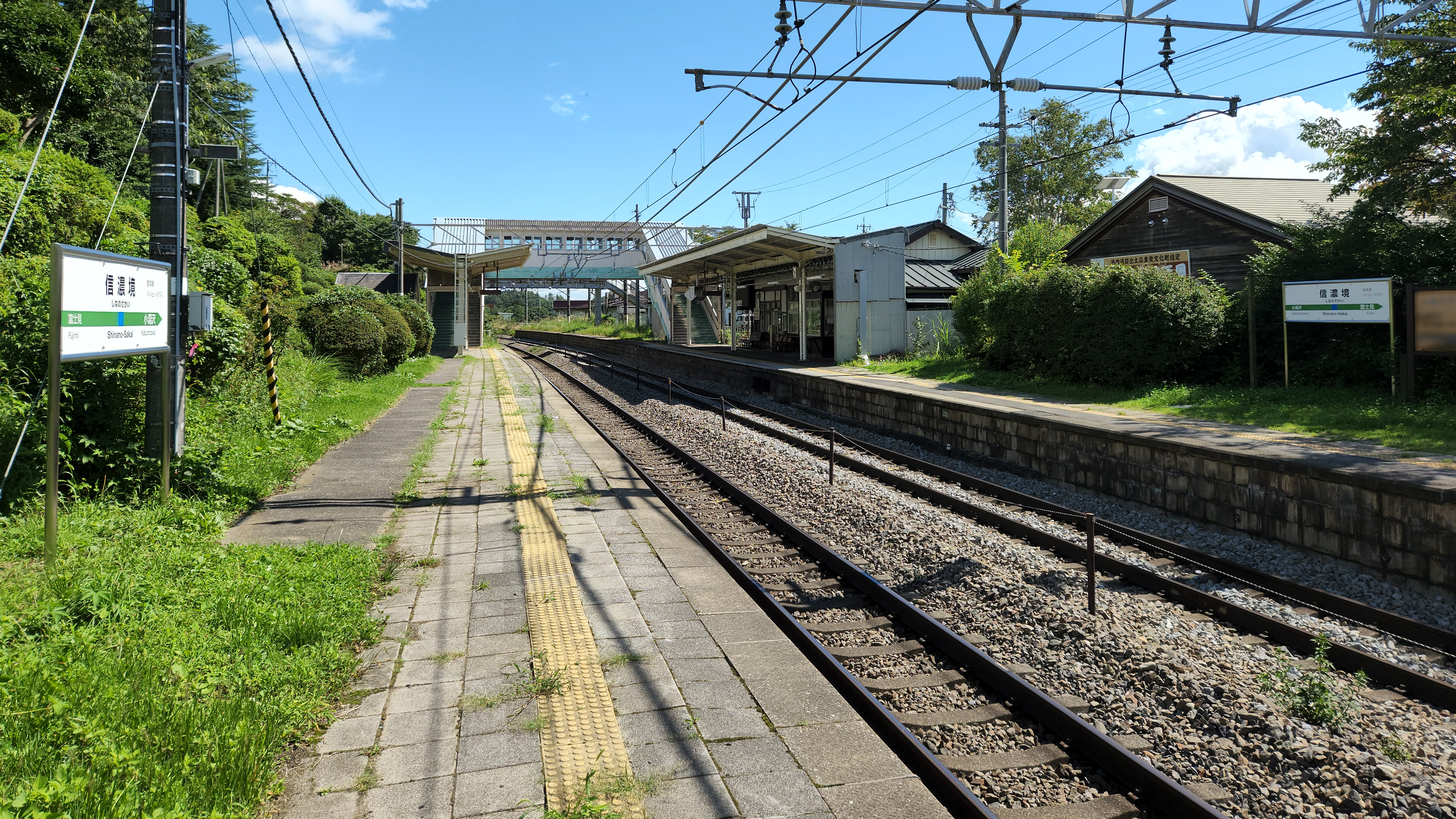
月台（2022年9月）

### 月台配置
| 月台       | 路線      | 方向 | 目的地                 |
| ---------- | --------- | ---- | ---------------------- |
| 站舍一側   | ■中央本線 | 下行 | 上諏訪、鹽尻、松本方向 |
| 站舍對面側 | ■中央本線 | 上行 | 小淵澤、甲府、新宿方向 |

（來源：JR東日本:車站構內圖 （页面存档备份，存于））

## 使用情況
根據JR東日本，2000年度（平成12年度）- 2015年度（平成27年度）1日平均上車人次推移如下表。
| 上車人次推移       | 上車人次推移     | 上車人次推移          |
| 年度               | 1日平均 上車人次 | 來源                  |
| ------------------ | ---------------- | --------------------- |
| 2000年（平成12年） | 244              | [ 利用客数 1 ]        |
| 2001年（平成13年） | 225              | [ 利用客数 2 ]        |
| 2002年（平成14年） | 200              | [ 利用客数 3 ]        |
| 2003年（平成15年） | 202              | [ 利用客数 4 ]        |
| 2004年（平成16年） | 189              | [ 利用客数 5 ]        |
| 2005年（平成17年） | 189              | [ 利用客数 6 ]        |
| 2006年（平成18年） | 168              | [ 利用客数 7 ]        |
| 2007年（平成19年） | 171              | [ 1 ] [ 利用客数 8 ]  |
| 2008年（平成20年） | 162              | [ 利用客数 9 ]        |
| 2009年（平成21年） | 153              | [ 1 ] [ 利用客数 10 ] |
| 2010年（平成22年） | 189              | [ 利用客数 11 ]       |
| 2011年（平成23年） | 184              | [ 利用客数 12 ]       |
| 2012年（平成24年） | 191              | [ 利用客数 13 ]       |
| 2013年（平成25年） | 185              | [ 利用客数 14 ]       |
| 2014年（平成26年） | 169              | [ 利用客数 15 ]       |
| 2015年（平成27年） | 166              | [ 利用客数 16 ]       |

## 车站周边
- 境郵政局
- 境保育園
- 富士見町立南中學
- 國道20號

## 相鄰車站
東日本旅客鐵道（JR東日本）
■中央本線
小淵澤（CO 51）－信濃境－富士見

### 使用情況
1. ↑  . 東日本旅客鉄道.   [2019-04-18]. （原始内容存档于2018-02-13）.
2. ↑  . 東日本旅客鉄道.   [2019-04-18]. （原始内容存档于2019-04-02）.
3. ↑  . 東日本旅客鉄道.   [2019-04-18]. （原始内容存档于2019-04-02）.
4. ↑  . 東日本旅客鉄道.   [2019-04-18]. （原始内容存档于2019-04-02）.
5. ↑  . 東日本旅客鉄道.   [2019-04-18]. （原始内容存档于2019-04-02）.
6. ↑  . 東日本旅客鉄道.   [2019-04-18]. （原始内容存档于2017-08-08）.
7. ↑  . 東日本旅客鉄道.   [2019-04-18]. （原始内容存档于2019-03-27）.
8. ↑  . 東日本旅客鉄道.   [2019-04-18]. （原始内容存档于2017-08-08）.
9. ↑  . 東日本旅客鉄道.   [2019-04-18]. （原始内容存档于2019-04-02）.
10. ↑  . 東日本旅客鉄道.   [2019-04-18]. （原始内容存档于2019-04-02）.
11. ↑  . 東日本旅客鉄道.   [2019-04-18]. （原始内容存档于2016-03-27）.
12. ↑  . 東日本旅客鉄道.   [2019-04-18]. （原始内容存档于2019-04-02）.
13. ↑  . 東日本旅客鉄道.   [2019-04-18]. （原始内容存档于2019-03-27）.
14. ↑  . 東日本旅客鉄道.   [2019-04-18]. （原始内容存档于2019-03-06）.
15. ↑  . 東日本旅客鉄道.   [2019-04-18]. （原始内容存档于2019-03-06）.
16. ↑  . 東日本旅客鉄道.   [2019-04-18]. （原始内容存档于2019-03-23）.

## 外部連結
- 車站資訊（信濃境）：東日本旅客鐵道
- JR東日本長野支社 信濃境站 （页面存档备份，存于）